# Project No.9
Project No.9, Inc. (Nhật: 株式会社project No.9 Hepburn: Kabushiki-gaisha Purojekuto Nanbā Nain) là một xưởng phim hoạt hình Nhật Bản được thành lập vào năm 2009 và có trụ sở đặt tại Suginami, Tokyo.

## Tác phẩm

### Anime truyền hình
| Năm  | Tựa đề                                              | Số tập | Ghi chú                                                                          |
| ---- | --------------------------------------------------- | ------ | -------------------------------------------------------------------------------- |
| 2011 | Ro-Kyu-Bu!                                          | 12     | Chuyển thể từ light novel của Aoyama Sagu; hợp tác sản xuất với Studio Blanc.    |
| 2013 | Ro-Kyu-Bu! SS                                       | 12     | Phần nối tiếp của Ro-Kyu-Bu!.                                                    |
| 2014 | Saikin, Imōto no Yōsu ga Chotto Okaishiinda ga.     | 12     | Chuyển thể từ manga của Matsuzawa Mari.                                          |
| 2014 | Momo Kyun Sword                                     | 12     | Chuyển thể từ light novel của Kibidango Project; hợp tác sản xuất với Tri-Slash. |
| 2016 | Shōjotachi wa Kōya o Mezasu                         | 12     | Chuyển thể từ visual novel của Minato Soft.                                      |
| 2016 | Netoge no Yome wa Onna no Ko Janai to Omotta        | 12     | Chuyển thể từ light novel của Kineko Shibai.                                     |
| 2017 | Kenka Bancho Otome: Girl Beats Boys                 | 12     | Chuyển thể từ visual novel của Spike Chunsoft; hợp tác sản xuất với A-Real.      |
| 2017 | Chronos Ruler                                       | 13     | Chuyển thể từ manhua của Jea Pon.                                                |
| 2017 | Tenshi no 3P!                                       | 12     | Chuyển thể từ light novel của Aoyama Sagu.                                       |
| 2018 | Ryūō no Oshigoto!                                   | 12     | Chuyển thể từ light novel của Shiratori Shirow.                                  |
| 2018 | Yume Ōkoku to Nemureru 100-Nin no Ōji-sama          | 12     | Chuyển thể từ trò chơi điện tử giải đố của GCrest.                               |
| 2019 | Pastel Memories                                     | 12     | Chuyển thể từ trò chơi điện tử của FuRyu.                                        |
| 2019 | Mini Toji                                           | 10     | Có liên quan đến Toji no Miko.                                                   |
| 2019 | Kōkōseitachi wa Isekai demo Yoyu de Ikinuku Yōdesu! | 12     | Chuyển thể từ light novel của Misora Riku.                                       |
| 2019 | Watashi, Nouryoku wa Heikinchi de tte Itta yo ne!   | 12     | Chuyển thể từ light novel của FUNA.                                              |
| 2020 | Shironeko Project: Zero Chronicle                   | 12     | Chuyển thể từ trò chơi điện tử của Colopl.                                       |
| 2020 | Dokyū Hentai HxEros                                 | 12     | Chuyển thể từ manga của Kitada Ryōma Kitada.                                     |
| 2021 | Jaku-chara Tomozaki-kun                             | 12     | Chuyển thể từ light novel của Yaku Yūki.                                         |
| 2021 | Hige o Soru. Soshite Joshi Kōsei o Hirou.           | 12     | Chuyển thể từ light novel của Shimesaba.                                         |
| 2022 | Koi wa Sekai Seifuku no Ato de                      | 12     | Chuyển thể từ manga của Wakamatsu Takahiro.                                      |
| 2022 | Mamahaha no tsurego ga motokano datta               | 12     | Dựa trên light novel cùng tên do Kamishiro Kyōsuke viết và Takayaki minh họa.    |
| 2022 | Shachiku-san wa Yо̄jo Yuurei ni Iyasaretai.          | 12     | Chuyển thể từ manga của Arita Imari.                                             |
| 2023 | Thiên sứ nhà bên                                    | 12     | Chuyển thể từ light novel của Saekisan.                                          |
| 2023 | Uchi no Kaisha no Chiisai Senpai no Hanashi         | 12     | Dựa theo manga của Saisou.                                                       |
| 2023 | Hikikomari Kyūketsuki no Monmon                     | 12     | Dựa theo light novel của Kobayashi Kotei.                                        |
| 2023 | Ojō to Banken-kun                                   | 13     | Dựa theo manga của Hatsuharu.                                                    |
| 2023 | Buta no Liver wa Kanetsushiro                       | 12     | Dựa theo light novel của Sakai Takuma.                                           |
| 2024 | Jaku-chara Tomozaki-kun 2nd Stage                   | 13     | Phần tiếp theo của Jaku-chara Tomozaki-kun.                                      |
| 2024 | Naze Boku no Sekai wo Daremo Oboeteinai no ka?      |        | Chuyển thể từ light novel do Sazane Kei viết nội dung và neco minh hoạ.          |
| 2024 | Senpai wa Otokonoko                                 |        | Chuyển thể từ manga của Pom.                                                     |
| 2025 | Ameku Takao no Suiri Karte                          |        | Chuyển thể từ loạt tiểu thuyết của Chinen Mikito.                                |

### ONA
- Yōjo Shachō (2021, 13 tập)[33][34]
- Yōjo Shachō R (2023)[35]

### OVA
- Zettai Junpaku: Mahō Shōjo (2012)
- Ro-Kyu-Bu!: Tomoka no Ichigo Sundae (2013)
- Saikin, Imōto no Yōsu ga Chotto Okashiin Da Ga. (2014)[36]
- Shōjotachi wa Kōya o Mezasu (2016)[37]
- Toji no Miko – Tomoshibi (2020, 2 tập)[38]
- Jaku-chara Tomozaki-kun (2021, 2 tập)[39]